# Cattedrale della Natività di Cristo (Riga)
La cattedrale della Natività di Cristo (in lettone:Kristus Piedzimšanas pareizticīgo katedrāle) di Riga, in Lettonia, è la chiesa madre della chiesa ortodossa lettone e sede dell'eparchia di Riga.

## Storia
La cattedrale è stata costruita su progetto di Nikolai Chagin in stile neo-bizantino tra il 1876 e il 1883, nel periodo in cui il paese era parte dell'Impero russo. La cattedrale è stata costruita con la benedizione dello Zar Alessandro II e su iniziativa del governatore locale il generale Pyotr Bagration e del vescovo Veniamin Karelin. Durante la prima guerra mondiale le truppe tedesche occuparono Riga e trasformarono la cattedrale ortodossa in una chiesa luterana. Con l'indipendenza della Lettonia nel 1921 la chiesa è tornata ad essere una cattedrale ortodossa, grazie anche all'intervento dell'arcivescovo lettone Jānis Pommers. Nei primi anni 1960 le autorità sovietiche chiusero la cattedrale e convertirono l'edificio in un planetario. Quando il paese ha riguadagnato l'indipendenza dall'Unione Sovietica nel 1991, la cattedrale è stata restaurata ed è oggi rinomata per le sue icone, alcune delle quali dipinte da Vasili Vereshchagin.

## Galleria d'immagini

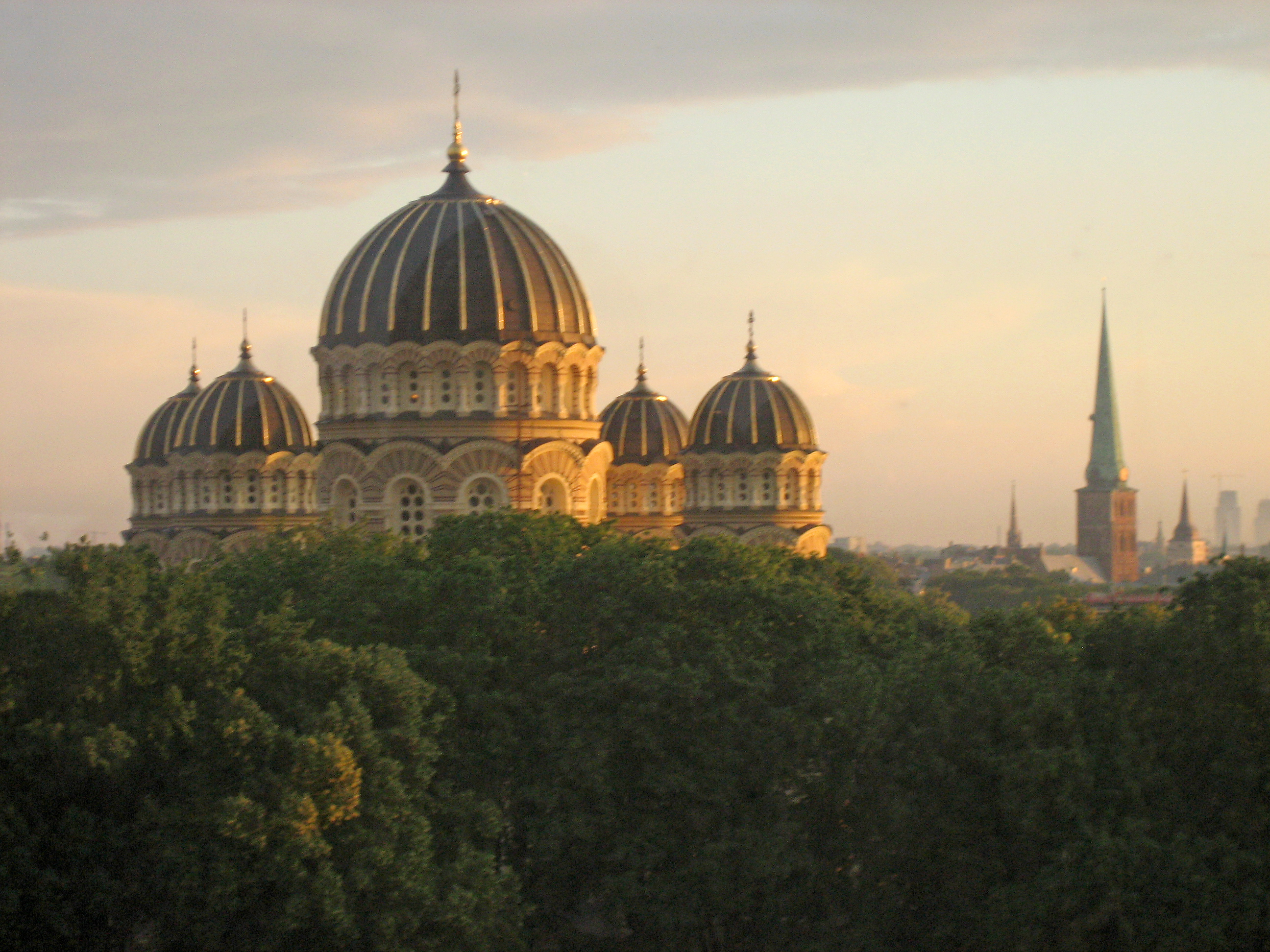
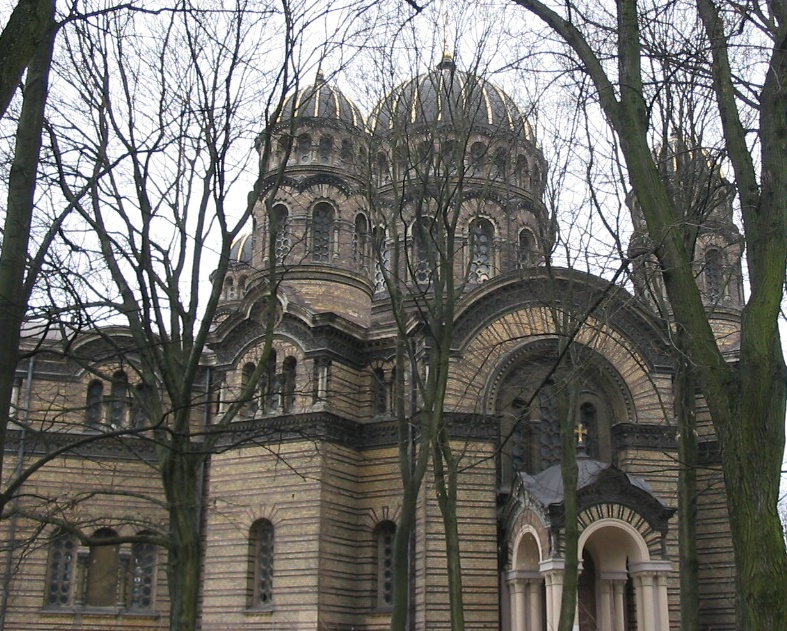
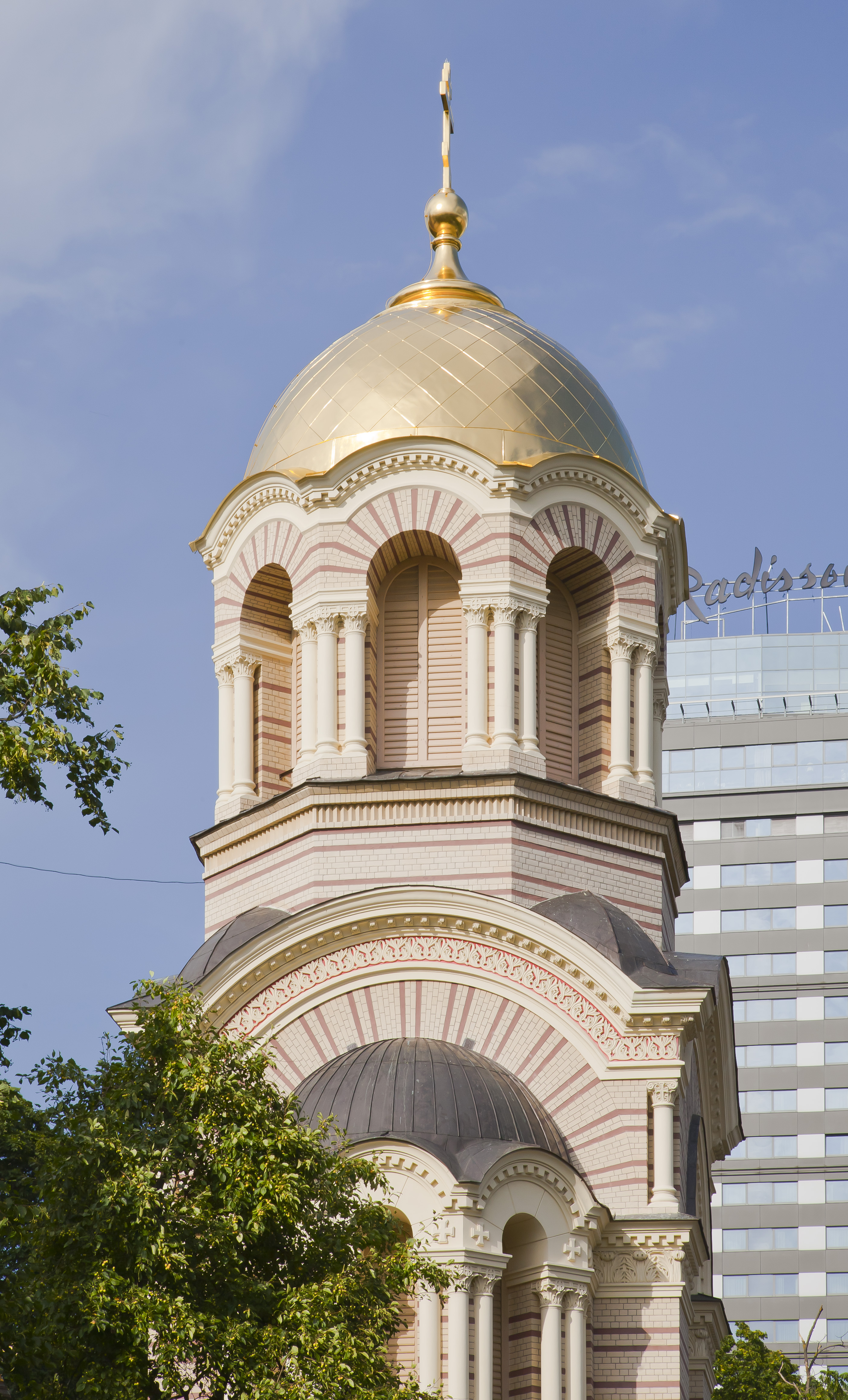
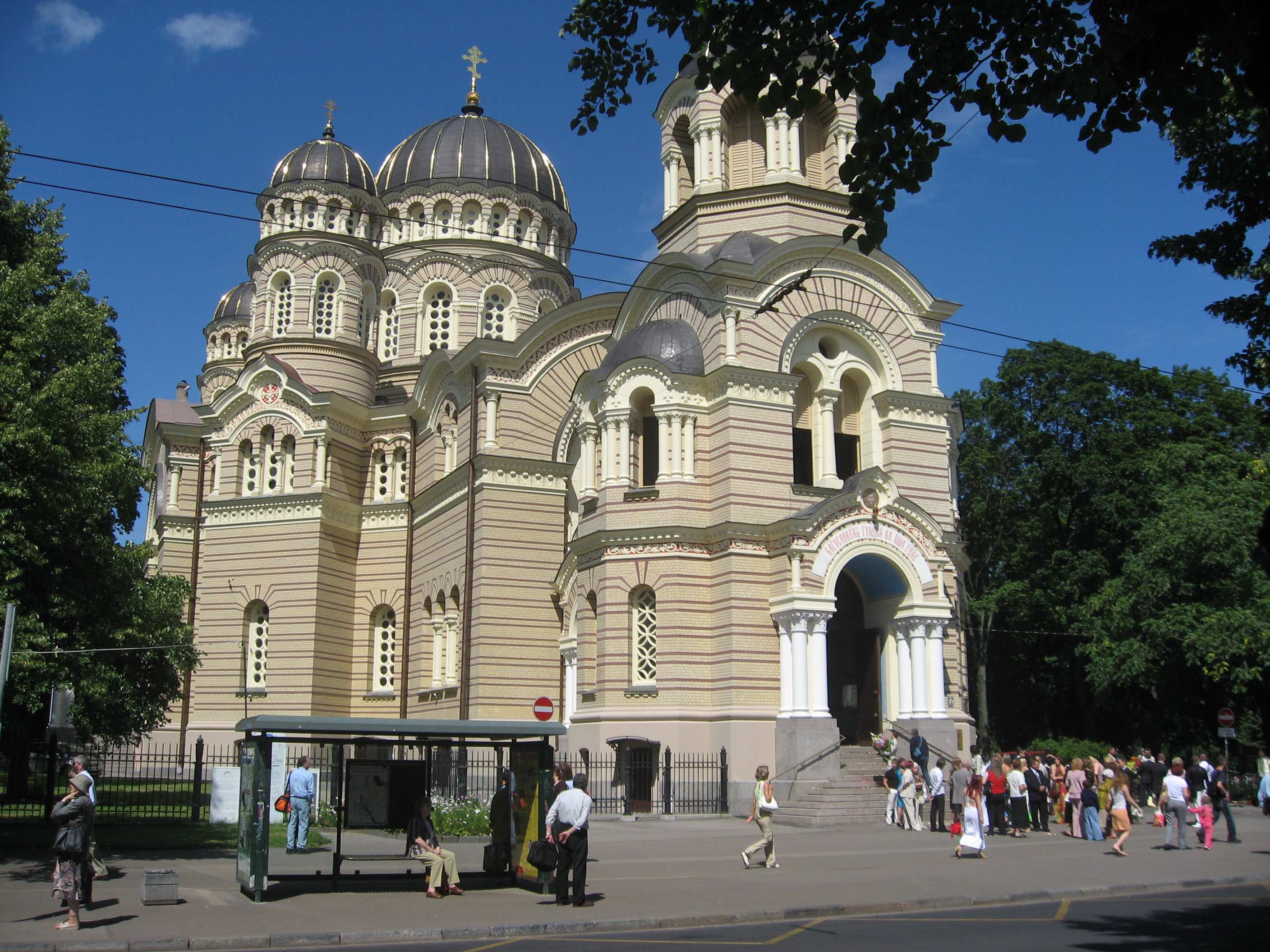